# Defiance (Iowa)
Defiance é uma cidade localizada no estado americano de Iowa, no Condado de Shelby.

## Demografia
Segundo o censo americano de 2000, a sua população era de 346 habitantes.
Em 2006, foi estimada uma população de 331, um decréscimo de 15 (-4.3%).

## Geografia
De acordo com o United States Census Bureau tem uma área de
1,0 km², dos quais 1,0 km² cobertos por terra e 0,0 km² cobertos por água.

## Localidades na vizinhança
O diagrama seguinte representa as localidades num raio de 12 km ao redor de Defiance.